# Base Naval de la Isla San Lorenzo
La Base Naval de la Isla San Lorenzo es una estación militar que sirve a la Marina de Guerra del Perú, está ubicado en la isla San Lorenzo, perteneciente a la Provincia Constitucional del Callao a solo kilómetros de Lima, capital del país.

## Descripción

### Historia
La base funciona como puesto de vigilancia. En 1992 fue utilizada como prisión temporal para Abimael Guzmán y Víctor Polay Campos, líderes de Partido Comunista del Perú - Sendero Luminoso y Movimiento Revolucionario Túpac Amaru respectivamente, organizaciones terroristas de extrema izquierda.
Posterior a la época del terrorismo (1980-2000), la base además de cumplir su rol de puesto de vigilancia también es utilizada para entrenamientos de los cadetes marinos, desde la misma isla, como competencias de natación desde el Callao hasta la base.

### Actualidad
El 24 de abril de 2010, el congresista José Saldaña mostró su oposición al Proyecto del Megapuerto San Lorenzo ya que, según Saldaña, pondrá en peligro a la base naval.

## En la cultura popular
Los militares de la estación relatan una leyenda local de un espectro femenino, de una joven caucásica de cabello rubio que ataca a los milicianos. Dicha leyenda sirvió como inspiración para la película Alias 'La Gringa' (1941), en donde un prisionero intenta escapar de la Base Naval vestido como mujer rubia.